# Langlibaitiao
Genre
Langlibaitiao est un genre d'araignées aranéomorphes de la famille des Lathyidae.

## Distribution
Les espèces de ce genre se rencontrent en Chine et au Japon.

## Liste des espèces
Selon World Spider Catalog (version 26, 11/07/2025) :
- Langlibaitiao chishuiensis (Z. S. Zhang, Yang & Y. G. Zhang, 2009)
- Langlibaitiao inaffectus (Li, 2017)
- Langlibaitiao insulanus (Ono, 2003)
- Langlibaitiao zhangshun Lin & Li, 2024

## Systématique et taxinomie
Ce genre a été décrit par Lin et Li en 2024 dans les Dictynidae. Il est placé dans les Lathyidae par Montana, Cala-Riquelme, Crews, Gorneau, Al-Jamal, Alequín, Spagna, Ballarin et Esposito en 2025.

## Étymologie
Ce genre est nommé en référence à Langlibaitiao, un des 108 bandits d'Au bord de l'eau.

## Publication originale
- Lin, Li, Mo & Wang, 2024 : « Thirty-eight spider species (Arachnida: Araneae) from China, Indonesia, Japan and Vietnam. » Zoological Systematics, vol. 49, no 1, p. 4-98.